# Distretto di Magra
Il distretto di Magra è un distretto della Provincia di M'Sila, in Algeria.

## Comuni
Il distretto di Magra comprende 5 comuni:
- Magra
- Berhoum
- Aïn Khadra
- Belaiba
- Dehahna